# 1975年中華民国立法委員増額選挙

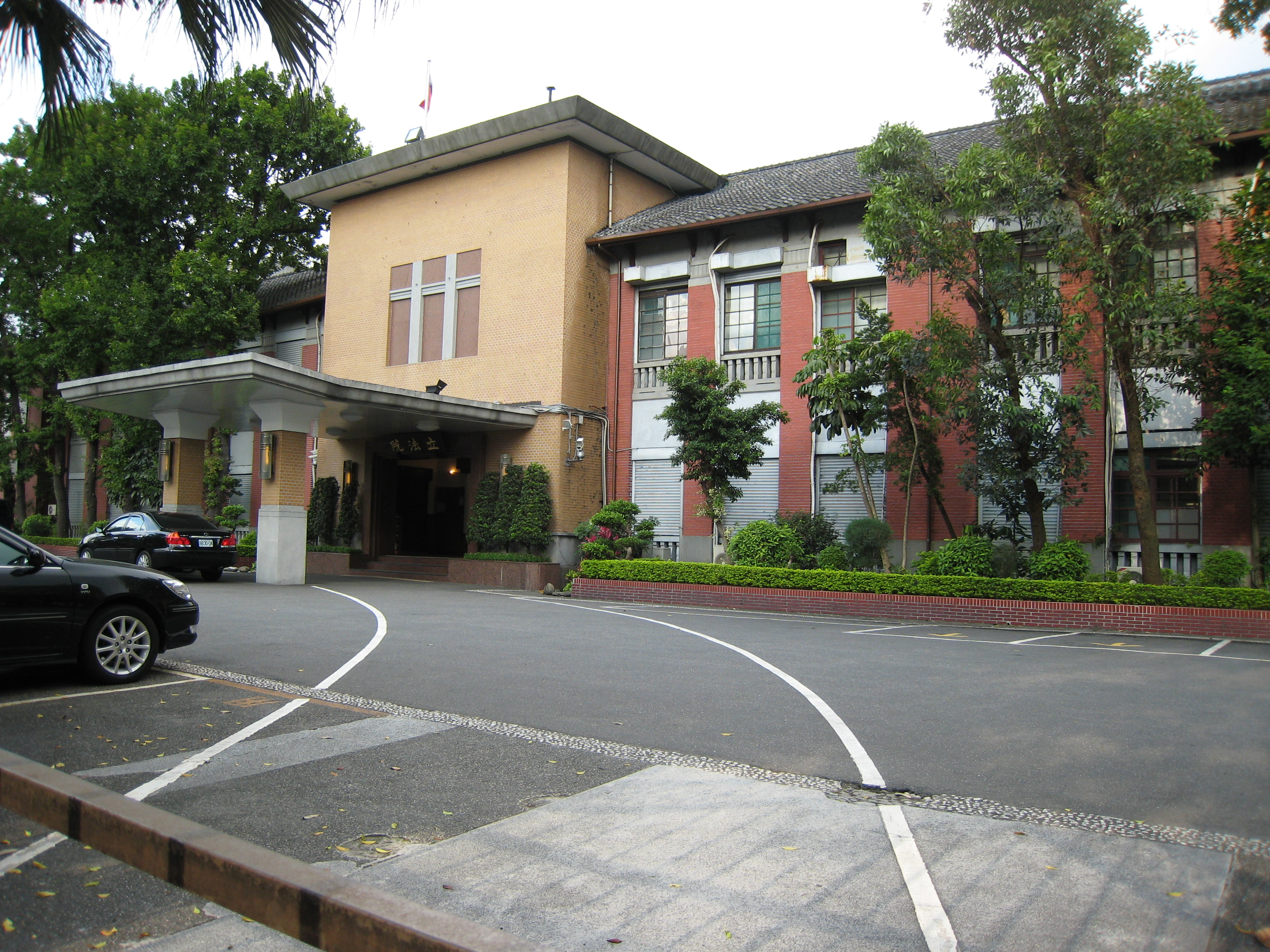
中華民国立法院

1975年中華民国立法委員増額選挙（1975ねんちゅうかみんこくりっぽういいんぞうがくせんきょ、繁: 1975年中華民國立法委員選舉）は、1975年（民国64年）12月20日に行われた中華民国（台湾）の立法府である立法院を構成する立法委員を選出する選挙である。
中華民国政府が台湾に移転する前の、1948年に実施された第1回立法委員選挙の後、中国共産党政権（中華人民共和国）の誕生で大陸地区における立法委員の改選が事実上不可能となり、そのまま議員職に留まり続けている資深（古参）議員を除く、増額委員52名（台湾地域で改選される37名と総統により任命される華僑15名）が選出された。

## 概要

選挙区

1972年6月29日に改正された「動員戡乱時期における自由地区での中央民意代表の増額選挙法」により定期的な増額選挙を実施することが決定されており、1972年に選出された増額委員の任期満了に伴う選挙である。
「動員戡乱時期における自由地区での中央民意代表増額選挙法」第2章第9条の規定により、各省・直轄市にまず5議席を割り当て、200万人から70万人上回るごとに1議席を加算するとされた。前回選挙と比べ、台湾省の人口は約70万人増加した約1390万人であったため、1議席増加した22議席が割り当てられた。増加分は台湾省第一選挙区に振り分けられ、定数4議席となった。
選出された52人の任期は、当初3年の予定であったが、台米断交の発表により、蔣経国総統は選挙を2年延期した。

## 選挙データ

### 投票日
- 1975年（民国64年）12月20日

### 改選数
- 52

- 区域

- 台北市

台北市選挙区：5名
- 台湾省

第一選挙区：4名（台北県・宜蘭県・基隆市）
第二選挙区：3名（桃園県・新竹県・苗栗県）
第三選挙区：5名（台中県・彰化県・南投県・台中市）
第四選挙区：5名（雲林県・嘉義県・台南県・台南市）
第五選挙区：4名（高雄県・屏東県・澎湖県）
第六選挙区：1名（花蓮県・台東県）
- 福建省

福建省選挙区：1名（金門県・連江県）
- 職業団体

農民団体：2名
漁民団体：1名
工人団体：2名
工業団体：1名
商業団体：1名
教育団体：1名
- 原住民

山胞選挙区：1名
- 僑選

第一選挙区：1名（北東アジア）
第二選挙区：3名（香港・マカオ）
第三選挙区：5名（その他のアジア）
第四選挙区：4名（北米・中南米）
第五選挙区：2名（ヨーロッパ・アフリカ・オセアニア）

### 選挙制度
- 有権者：20歳以上の中華民国国籍保有者

- 有権者数：8,410,775人

区域：7,357,314人
原住民：124,896人
職業団体：928,565人
- 選挙制度：複数選区単記不可譲渡投票制（単記非移譲式投票）

- 大選挙区制

## 選挙結果
- 投票日：1975年12月20日
- 投票率：75.97％

区域：72.46%
原住民：91.29%
職業団体：80.46%
| 党派       | 得票数    | 得票率    | 当選者    |
| ---------- | --------- | --------- | --------- |
| 中国国民党 | 4,942,461 | 79.46%    | 42        |
| 中国青年党 | 143,992   | 2.31%     | 1         |
| 無所属     | 1,133,981 | 18.23%    | 9         |
| 合計       | 6,220,434 | 100.0%    | 52        |
|            |           |           |           |
| 有権者数   | 8,410,775 | 8,410,775 | 8,410,775 |
| 投票者数   | 6,389,311 | 6,389,311 | 6,389,311 |
| 有効票数   | 6,220,434 | 6,220,434 | 6,220,434 |
| 無効票数   | 168,877   | 168,877   | 168,877   |
| 投票率     | 75.97%    | 75.97%    | 75.97%    |

### 当選者
中国国民党    中国青年党   無所属 
| 台北市   | 全市 | 李志鵬 | 李東輝 | 蔡万才 | 康寧祥 | 周文璣 |
| 台湾省   | 1区  | 邱永聡 | 林栄三 | 張淑真 | 鄭水枝 |        |
| 台湾省   | 2区  | 呂学儀 | 邱仕豊 | 邱家湖 |        |        |
| 台湾省   | 3区  | 陳幼石 | 劉松藩 | 張啓仲 | 洪宣治 | 黄順興 |
| 台湾省   | 4区  | 張文献 | 陳水亮 | 蕭天讚 | 辛文炳 | 許世賢 |
| 台湾省   | 5区  | 洪慶麟 | 王金平 | 張瑞妍 | 李長貴 |        |
| 台湾省   | 6区  | 許添枝 |        |        |        |        |
| 福建省   | 全省 | 呉金賛 |        |        |        |        |
| 山胞     | 山胞 | 華愛   |        |        |        |        |
| 職業団体 | 農民 | 黄世英 | 蔡友土 |        |        |        |
| 職業団体 | 漁民 | 黄沢青 |        |        |        |        |
| 職業団体 | 工人 | 謝深山 | 楊登洲 |        |        |        |
| 職業団体 | 工業 | 汪竹一 |        |        |        |        |
| 職業団体 | 商業 | 黄綿綿 |        |        |        |        |
| 職業団体 | 教育 | 劉芳遠 |        |        |        |        |
| 僑選     | 1区  | 林以文 |        |        |        |        |
| 僑選     | 2区  | 徐亨   | 黎晋偉 | 謝伯昌 |        |        |
| 僑選     | 3区  | 蔡廷碩 | 余鶴史 | 雲昌鎊 | 陳錦濤 | 劉英若 |
| 僑選     | 4区  | 李実卿 | 梅友謀 | 司徒政 | 陳錦濤 |        |
| 僑選     | 5区  | 陳沛泉 | 劉彰徳 |        |        |        |